# Dwanaście krzeseł
Dwanaście krzeseł (ros. Двенадцать стульев) – rosyjska powieść satyryczna napisana w 1928 przez Ilję Ilfa i Jewgienija Pietrowa.
Główny bohater Ostap Bender powraca w kontynuacji tej książki z 1931 pt. Złote cielę (ros.: Золотой телёнок).
Pierwsze wydanie w języku polskim (tłum. Haliny Pilichowskiej pt. 12 krzeseł) ukazało się w 1929 roku w 128 odcinkach na łamach "Robotnika", a wydanie książkowe w 1931 nakładem wydawnictwa "Rój". Pierwsze wydanie powojenne (przekład Jana Brzechwy i Tadeusza Żeromskiego pt. Dwanaście krzeseł) było nakładem "Expressu Wieczornego" w 1956, a już w 1957 było jego wydanie książkowe (Iskry). Najczęściej wydawanym w Polsce był ten drugi przekład.

## Zarys fabuły
Akcja powieści dzieje się w Związku Radzieckim w 1927 roku, w okresie NEP-u.
Ostap Bender, kanciarz i oszust, a według własnego określenia "wielki kombinator", prowadzi wraz z partnerem Hipolitem Matwiejewiczem Worobianinowem poszukiwania diamentowego skarbu, ukrytego w jednym z dwunastu krzeseł.

## Ekranizacje

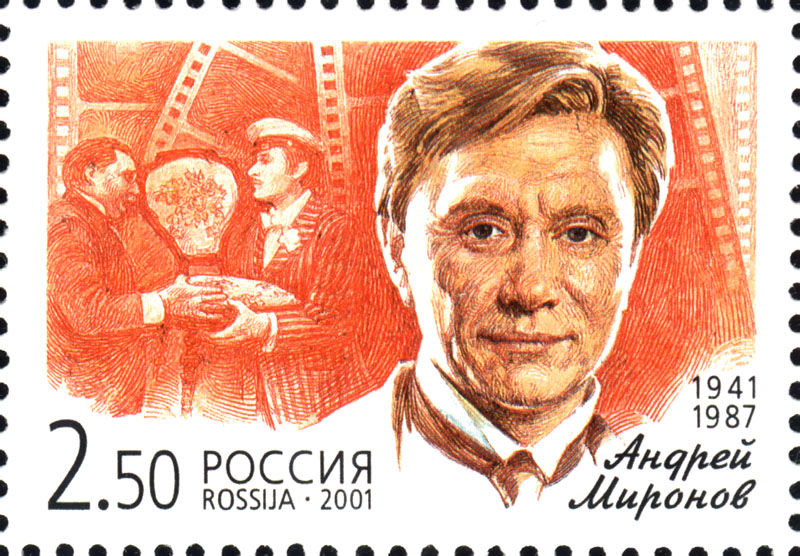
Andriej Mironow w roli Ostapa Bendera (rosyjski znaczek pocztowy z 2001).

- Dwanaście krzeseł (Dvanáct křesel) – film z 1933 z Vlastą Burianem i Adolfem Dymszą.
- Dwanaście krzeseł (The Twelve Chairs) – amerykański film z 1970 w reżyserii Mela Brooksa.
- Dwanaście krzeseł (Двенадцать стульев) – radziecki film z 1971 w reżyserii Leonida Gajdaja z Arcziłem Gomiaszwilim w roli głównej.
- Dwanaście krzeseł (Двенадцать стульев) – radziecki miniserial z 1976 w reżyserii Marka Zacharowa z Andriejem Mironowem w roli głównej.